# Ghost of a Rose
Ghost of a Rose é o quarto álbum de estúdio da banda Blackmore's Night, lançado em 2003.

## Faixas
1. "Way to Mandalay" – 6:27
2. "Three Black Crows" – 3:43
3. "Diamonds and Rust" – 4:54 (Cover da música "Diamonds & Rust" de Joan Baez)
4. "Cartouche" – 3:48
5. "Queen for a Day" (Part 1) – 3:05
6. "Queen for a Day" (Part 2) – 1:36
7. "Ivory Tower" – 4:24
8. "Nur eine Minute" – 1:08
9. "Ghost of a Rose" – 5:45
10. "Mr. Peagram's Morris and Sword" – 2:01
11. "Loreley" – 3:36
12. "Where Are We Going from Here" – 4:05
13. "Rainbow Blues" – 4:30 (Cover da música da banda Jethro Tull)
14. "All for One" – 5:36
15. "Dandelion Wine" – 5:39

### Faixas bônus
1. "Mid Winter's Night" (Versão acústica ao vivo) – 4:45
2. "Way to Mandalay" (Edição de rádio) – 3:02

## Relacionados

### Vídeos
- Way To Mandalay